# ホッと!四国
ホッと!四国（ほっとしこく）はNHK松山放送局が製作している四国地方向けのラジオ番組である。

## 放送時間
- ラジオ第1 - 祝日を除く毎週金曜日17:05 - 17:58[1]
  - 原則として四国地方向けではあるが、第1週は「にっぽん列島夕方ラジオ」の枠で全国放送となっている[2]。また、らじる★らじるで四国以外でも聞くことが可能。

## 放送内容
- 四国各局からのリポート
- 四国防災ネットワーク
- お便りテーマについてリスナーからのメール
- 四国の気象情報

## 出演者
メインパーソナリティ
- 岸本南奈（松山放送局契約キャスター、2023年4月7日 - ）

パーソナリティ
- 四国内の各放送局アナウンサー1名が出演

### 過去
メインパーソナリティ
- 岡田留美（当時松山放送局契約キャスター、2020年4月3日 - 2023年3月10日）